# Чемпіонат УРСР з гандболу серед чоловіків
Чемпіонат УРСР з гандболу серед чоловіків — гандбольні змагання в УРСР, засновані в 1927 році. Скасовані 1991 року.

## Історія
Уперше гандбол з'явився на території України у 1913 році як гра для жінок:
Игра в ручной мяч или, как ее называют иначе, «Гандбол» возникла впервые в России — в Харькове в 1913 году. Ввел эту игру известный местный преподаватель гимнастики, чех, Эдуард Францевич Малы, сначала в Гимназии Трудящихся Женщин, а затем она перебросилась и в ряд других школ. Вскоре ее начинает культивировать Об-во «Сокол», а с 1918 года «Маккаби», год же спустя имелись гандбольные команды «Штурм» и «Гандболист». (Вестник физической культуры. — 12.1923. — № 12. — С. 7.(рос.))
Чемпіонат Харкова серед чоловіків вперше було розіграно у 1923 році, переможцем якого стала команда ХПЗ Станом на 1923 рік в Харківській Гандбольній Лізі існувало 28 чоловічих та 3 жіночих команди.
Надалі гандбол починає розвиватися в Чернігові:
Гандбол в Чернигове стал организовываться в конце лета 23 г. и уже при «Спартаке» было 2 команды. (Вестник физической культуры. — 05.1924. — № 5—6. — С. 14.(рос.))
 та інших містах УСРР.
Перші міжміські ігри серед чоловічих команд відбулися у 1926 році:
10 и 11 июля явились историческими днями в деле развития на Украине игры в гандбол. В эти дни состоялись первые междугородные встречи Харькова с Днепропетровском (б. Екатеринослав), где за последние два года гандбол получил широкую популярность. (Вестник физической культуры. — 08.1926. — № 7-8. — С. 22.(рос.))
Прем'єрний розіграш першості УСРР з гандболу, відбувся в рамках 3-ї (4-ї) Всеукраїнської Спартакіади (яка розпочалася в лютому 1927 року із зимових видів спорту). Влітку у гандбольній першості взяли участь представники 28 з 41 округ УСРР. Фінальна четвірка змагалась у Дніпропетровську. Першим чемпіоном УСРР стала збірна Харкова. Змагання проводилися згідно із затвердженими ВРФК України правилами між командами 7х7:
Впервые разыгрываемое первенство Украины по гандболу прошло с исключительным успехом. В розыгрыше первенства приняло участие 28 мужских и 24 женских команды. …Первенство Украины по гандболу выиграл Харьков. Второе и третье место поделили Одесса и Днепропетровск. На четвертом месте Константиновка от Артем. окр. …Состав Харькова, победителя первенства Украины: Голованевский, Вайсберг, Ордин, Мопсик, Замский, Зеликсон и Малышенко. (Вестник физической культуры. — 09.1927. — № 9. — С. 17.(рос.))

## Призери чемпіонату України (УРСР) 11×11
| Сезон | Чемпіон                     | Срібло      | Бронза             |
| ----- | --------------------------- | ----------- | ------------------ |
| 1930  | ?                           | ?           | ?                  |
| 1931  | ?                           | ?           | ?                  |
| 1934  | ?                           | ?           | ?                  |
| 1935  | ?                           | ?           | ?                  |
| 1936  | ?                           | ?           | ?                  |
| 1937  | ?                           | ?           | ?                  |
| 1938  | ?                           | ?           | ?                  |
| 1939  | ?                           | ?           | ?                  |
| 1940  | ?                           | ?           | ?                  |
| 1946  | «Буревісник»(Київ)          | ?           | ?                  |
| 1947  | «Буревісник»(Київ)          | ?           | ?                  |
| 1948  | «Буревісник»(Київ)          | ?           | ?                  |
| 1949  | «Буревісник»(Київ)          | ?           | ?                  |
| 1950  | «Буревісник»(Київ)          | ?           | ?                  |
| 1951  | «Буревісник»(Київ)          | ?           | ?                  |
| 1952  | «Буревісник»(Київ)          | ?           | ?                  |
| 1953  | «Буревісник»(Київ)          | ?           | ?                  |
| 1954  | «Буревісник»(Київ)          | ?           | ?                  |
| 1955  | «Буревісник»(Київ)          | ?           | ?                  |
| 1956  | «Спартак»(Івано-Франківськ) | СКА (Львів) | «Буревісник»(Київ) |
| 1957  | «Буревісник»(Київ)          | ?           | ?                  |
| 1958  | «Буревісник»(Київ)          | ?           | ?                  |
| 1959  | «ОСК»(Одеса)                | ?           | ?                  |
| 1960  | «СКІФ»(Львів)               | ?           | ?                  |
| 1961  | ?                           | ?           | ?                  |

## Призери чемпіонату України (УРСР) 7×7
| Сезон | Чемпіон                 | Срібло                      | Бронза                  |
| ----- | ----------------------- | --------------------------- | ----------------------- |
| 1927  | Харків                  | Одеса, Дніпропетровськ      |                         |
| 1928  | Харків                  | Дніпропетровськ             | Одеса                   |
| 1946  | «Буревісник»(Київ)      | ?                           | «Динамо»(Харків)        |
| 1947  | «Буревісник»(Київ)      | ?                           | ?                       |
| 1948  | «Буревісник»(Київ)      | ?                           | ?                       |
| 1949  | «Буревісник»(Київ)      | ?                           | ?                       |
| 1950  | «Буревісник»(Київ)      | «Іскра» (Черкаси)           | ?                       |
| 1951  | «Буревісник»(Київ)      | «Іскра» (Черкаси)           | ?                       |
| 1952  | «Буревісник»(Київ)      | «Іскра» (Черкаси)           | ?                       |
| 1953  | «Буревісник»(Київ)      | «Іскра» (Черкаси)           | ?                       |
| 1954  | «Буревісник»(Київ)      | ?                           | ?                       |
| 1955  | «Буревісник»(Київ)      | ?                           | ?                       |
| 1956  | «Буревісник»(Київ)      | «Спартак»(Івано-Франківськ) | «СКІФ» (Львів)          |
| 1957  | «Буревісник»(Київ)      | ?                           | ?                       |
| 1958  | «Буревісник»(Київ)      | ?                           | ?                       |
| 1959  | «ОСК»(Одеса)            | ?                           | ?                       |
| 1960  | «СКІФ»(Львів)           | «Буревісник»(Київ)          | «Спартак» (Кіровоград)  |
| 1961  | ?                       | «Спартак» (Кіровоград)      | ?                       |
| 1962  | «Авангард»(Запоріжжя)   | ?                           | «Спартак» (Кіровоград)  |
| 1963  | ?                       | «Спартак» (Кіровоград)      | ?                       |
| 1964  | «ЗАБ-Мотор» (Запоріжжя) | ?                           | «Спартак» (Кіровоград)  |
| 1965  | ?                       | «ЗАБ-Мотор» (Запоріжжя)     | ?                       |
| 1966  | «СКА-Київ»              | «ЗАБ-Мотор» (Запоріжжя)     | «СКА-Львів»             |
| 1967  | «ЗАБ-Мотор» (Запоріжжя) | «СКА-Львів»                 | «СКА-Київ»              |
| 1968  | «СКА-Київ»              | «СКА-Львів»                 | «ЗАБ-Мотор» (Запоріжжя) |
| 1969  | «ЗМетІ–ЗТР»(Запоріжжя)  | «ЗАБ-Мотор» (Запоріжжя)     | «СКА-Київ»              |
| 1970  | «ЗМетІ–ЗТР»(Запоріжжя)  | «ЗАБ-Мотор» (Запоріжжя)     | «СКА-Київ»              |
| 1971  | «ЗМетІ–ЗТР»(Запоріжжя)  | «СКА-Київ»                  | «ЗАБ-Мотор» (Запоріжжя) |
| 1972  | «ЗМетІ–ЗТР»(Запоріжжя)  | «ЗАБ-Мотор» (Запоріжжя)     | «СКА-Львів»             |
| 1973  | «ЗМетІ–ЗТР»(Запоріжжя)  | «ЗАБ-Мотор» (Запоріжжя)     | «СКА-Київ»              |
| 1974  | «ЗМетІ–ЗТР»(Запоріжжя)  | «СКА-Київ»                  | «СКА-Львів»             |
| 1975  | «ЗМетІ–ЗТР»(Запоріжжя)  | «СКА-Київ»                  | «СКА-Львів»             |
| 1976  | «ЗАБ-Мотор» (Запоріжжя) | «СКА-Київ»                  | «СКА-Львів»             |
| 1977  | «СКА-Львів»             | «ЗАБ-Мотор» (Запоріжжя)     | «ЗМетІ–ЗТР»(Запоріжжя)  |
| 1978  | «ЗІІ–ЗТР»(Запоріжжя)    | «СКА-Львів»                 | «ЗАБ-Мотор» (Запоріжжя) |
| 1979  | «СКА-Київ»              | «СКА-Львів»                 | «ЗІІ–ЗТР»(Запоріжжя)    |
| 1980  | «СКА-Київ»              | «ЗІІ–ЗТР»(Запоріжжя)        | «ЗАБ-Мотор» (Запоріжжя) |
| 1981  | «СКА-Київ»              | «ЗАБ-Мотор» (Запоріжжя)     | «ЗІІ–ЗТР»(Запоріжжя)    |
| 1982  | «ЗІІ–ЗТР»(Запоріжжя)    | «СКА-Київ»                  | «СКА-Львів»             |
| 1983  | «ЗІІ–ЗТР»(Запоріжжя)    | «СКА-Київ»                  | «СКА-Львів»             |
| 1984  | «ЗІІ–ЗТР»(Запоріжжя)    | «СКА-Київ»                  | «ЗАБ-Мотор» (Запоріжжя) |
| 1985  | «ЗІІ–ЗТР»(Запоріжжя)    | «СКА-Київ»                  | «СКА-Львів»             |
| 1986  | «ЗІІ–ЗТР»(Запоріжжя)    | «СКА-Київ»                  | «СКА-Львів»             |
| 1987  | «ЗІІ–ЗТР»(Запоріжжя)    | «СКА-Київ»                  | «СКА-Львів»             |
| 1988  | «СКА- Львів»            | «СКА-Київ»                  | «ЗІІ–ЗТР»(Запоріжжя)    |
| 1989  | «Колос»(Горохів)        | «СКА-Київ»                  | «ЗІІ–ЗТР»(Запоріжжя)    |
| 1989  | «Будівельник»(Бровари)  | «СКА-Київ»                  | «СКА- Львів»            |
| 1990  | «Будівельник»(Бровари)  | ?                           | ?                       |
| 1991  | «СКА -Львів»            | ?                           | ?                       |